# Утценгайн
Утценгайн (нім. Utzenhain) — громада в Німеччині, розташована в землі Рейнланд-Пфальц. Входить до складу району Рейн-Гунсрюк. Складова частина об'єднання громад Еммельсгаузен.
Площа — 4,47 км2. Населення становить 112 ос. (станом на 31 грудня 2020).

## Галерея

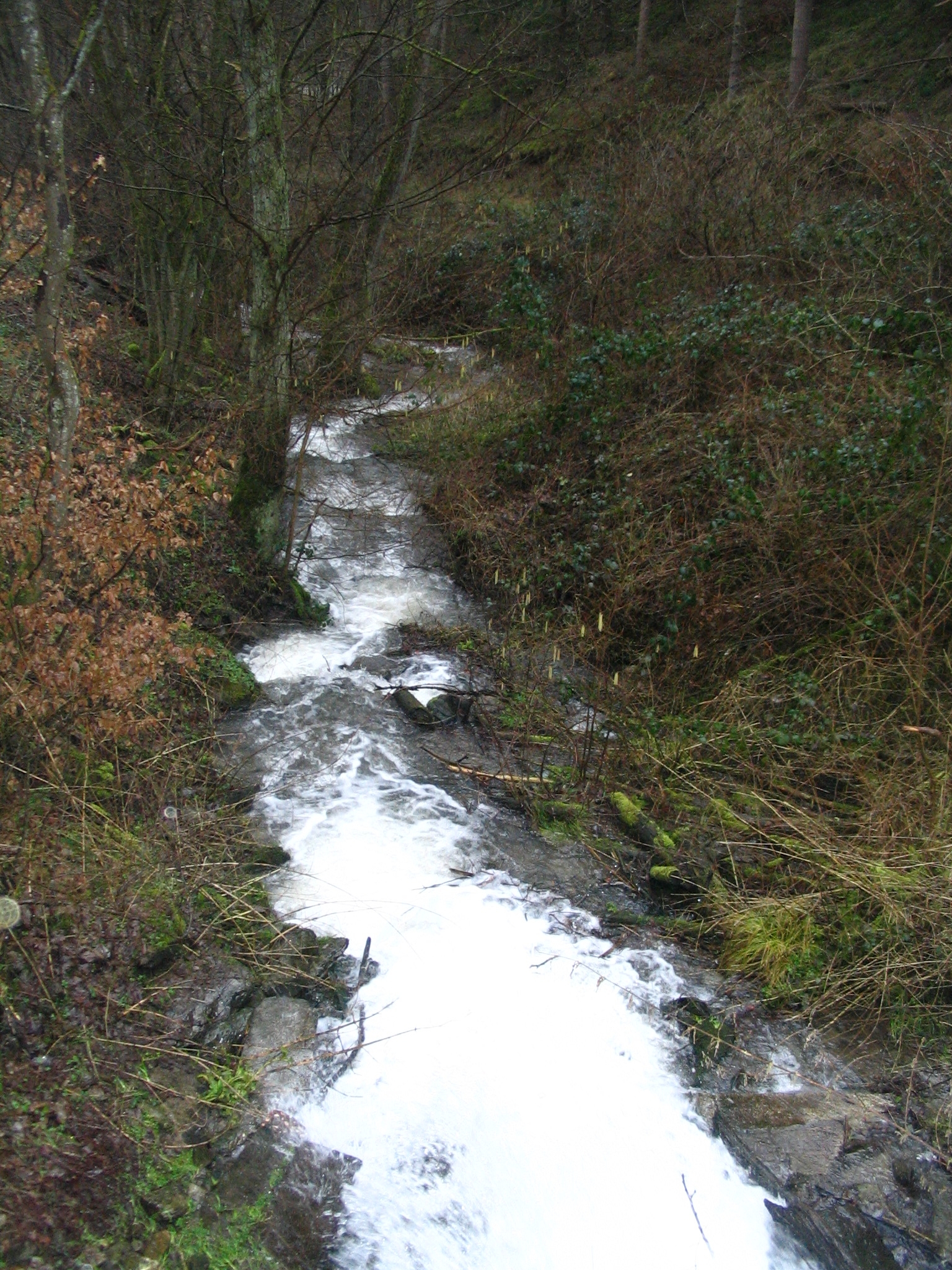